# Todor Skrimov
Todor Asenov Skrimov (en bulgare : Тодор Асенов Скримов, né le 9 janvier 1990 à Pernik) est un joueur bulgare de volley-ball. Il mesure 1,92 m et joue réceptionneur-attaquant. Il totalise 19 sélections en équipe de Bulgarie.

## Clubs
| Club                | De   | À    |
| ------------------- | ---- | ---- |
| Paris Volley        | 2009 | 2013 |
| Top Volley Latina   | 2013 | 2015 |
| Power Volley Milano | 2015 | ...  |

## Palmarès

### Club
- Championnat de France
  - Finaliste : 2013

### Distinctions individuelles
- Meilleur attaquant du Championnat de France 2011